# Cheiro de Galpão
Cheiro de Galpão foi o décimo-primeiro álbum musical em formato de CD gravado, em 1991, pelo conjunto gaúcho Os Monarcas.
Este disco foi campeão de vendas no Brasil, dentro os álbuns regionais lançados, vendagem que rendeu ao grupo, em 1992, o 1º Disco de Ouro.

## Faixas
1. Cheiro de Galpão
2. Xote da Saudade
3. Vida Buenacha
4. Embretados
5. Réplica
6. Queimando Campo
7. Gineteando o Temporal
8. Santuário de Chucros
9. Erechim, História e Canto
10. Fim de Tarde
11. Dia de Festança
12. Parece Mas Não é